# SRO Motorsports Group
 (septembre 2022).
Stéphane Ratel Organisation (ou SRO) est une organisation de sport automobile fondée par le français Stéphane Ratel en 1995. Le groupe généralement considéré comme le leader mondial de la course GT. 
Cette société est impliquée dans la promotion et l'organisation de plusieurs compétitions dans divers pays dont le Championnat du monde FIA GT1 sous l'égide de la FIA, mais aussi des évènements esports.

## Historique
Stéphane Ratel débute dans les années 1990 en organisant le Venturi Trophy avant de participer à la création du BPR Global GT Series. Ce championnat prend fin en 1996 et est remplacé par le Championnat FIA GT qui marque la première promotion importante de SRO.
En 2010, le Championnat FIA GT obtient un label mondial en devenant le Championnat du monde FIA GT1. Ce changement est accompagné par la réorganisation de plusieurs championnats sous le label FIA. Les 24 Heures de Spa n'étant pas intégrées au nouveau championnat du monde, un nouveau championnat construit autour de cette course a vu le jour en 2011, le Blancpain Endurance Series.

## Championnats organisés
- Intercontinental GT Challenge
- Blancpain GT Series (Sprint Series et Endurance Series)
- GT4 European Series (Northern Cup et Championnat de France/Southern Cup)
- Blancpain GT Sports Club[réf. souhaitée]
- Coupe du monde FIA GT
- 24 Heures de Spa
- 12 Heures de Sepang
- British GT[4][source insuffisante]
- Rallye des Supercars du Chantilly Arts & Elegance Richard Mille[réf. souhaitée]
- FIA Motorsport Game 2022 [5][source insuffisante]

## Anciens championnats organisés
- Venturi Trophy
- SuperSport Trophy
- Championnat BPR
- Championnat FIA GT
- Championnat de Belgique de Grand Tourisme
- Championnat du monde FIA GT1
- Championnat d'Europe FIA GT3
- ADAC GT Masters

## Activités annexes
SRO collabore avec[réf. souhaitée] les championnats ou épreuves VLN, Super GT, Pirelli World Challenge, 12 Heures de Bathurst pour les Balances of Performances (BOP) des catégories GT3 et GT4.
SRO organise aussi les Tracks Days Curbstone[réf. souhaitée].
En avril 2019, à la suite de l'incendie de Notre-Dame de Paris, SRO Motorsport annonce verser la somme de 50 000 euros pour financer la reconstruction de l'édifice.